# Ethnikos Achna
Ethnikos Achna (gr. Εθνικός Άχνας, Etnikos Achnas) – cypryjski klub piłkarski z siedzibą w  Achnie, założony w 1968.

## Historia
Klub został założony w 1968 i grał w drugiej lidze cypryjskiej aż do 1983, kiedy to awansował do ekstraklasy cypryjskiej. Rok później spadł jednak z niej. Ethnikos ponownie awansował w 1986 i pozostawał tam przez cztery sezony. W 1990 ponownie został zdegradowany na zaplecze ekstraklasy, aby powrócić do niej w 1992.
Najlepsze miejsce, jakie Ethnikos zajął w lidze, to czwarte w sezonach 1994/95, 1997/98 i 2006/07. Klub dotarł do finału Pucharu Cypru w 2002, w którym został pokonany przez Anorthosis Famagusta 0:1.

## Europejskie puchary
Legenda do wszystkich tabel:
- Q – runda eliminacyjna, 1/16, 1/8, 1/4, 1/2 – odpowiednia faza rozgrywek, Grupa – runda grupowa, 1r gr – pierwsza runda grupowa, 2r gr – druga runda grupowa, F – finał, R – runda, PO – play-off
- k. – rzuty karne, los. – losowanie, Dogr. – dogrywka, w. – zasada bramek strzelonych na wyjeździe

| Sezon   | Rozgrywki        | Runda | Klub                 | Dom | Wyjazd | Ogólnie |
| ------- | ---------------- | ----- | -------------------- | --- | ------ | ------- |
| 1998    | Puchar Intertoto | 1R    | Örgryte IS           | 2–1 | 0–4    | 2–5     |
| 2003    | Puchar Intertoto | 1R    | Győri ETO FC         | 2–2 | 1–1    | 3–3, w. |
| 2004    | Puchar Intertoto | 1R    | Wardar Skopje        | 1–5 | 1–5    | 2–10    |
| 2006    | Puchar Intertoto | 1R    | Partizani Tirana     | 4–2 | 1–2    | 5–4     |
| 2006    | Puchar Intertoto | 2R    | NK Osijek            | 0–0 | 2–2    | 2–2, w. |
| 2006    | Puchar Intertoto | 3R    | Maccabi Petach Tikwa | 2–3 | 0–2    | 2–5     |
| 2006/07 | Puchar UEFA      | 2Q    | KSV Roeselare        | 5–0 | 1–2    | 6–2     |
| 2006/07 | Puchar UEFA      | 1R    | RC Lens              | 0–0 | 1–3    | 1–3     |
| 2007    | Puchar Intertoto | 1R    | Makedonija Skopje    | 1–0 | 0–2    | 1–2     |
| 2008    | Puchar Intertoto | 1R    | Besa Kavaja          | 1–1 | 0–0    | 1–1, w. |

## Osiągnięcia
- Finalista Pucharu Cypru (2002, 2022)
- Mistrz II ligi cypryjskiej (1986, 1992)